# 2種登録選手
2種登録選手（2しゅとうろくせんしゅ）とは、Jリーグクラブの日本サッカー協会第2種チーム（18歳以下の選手で構成されるチーム）に所属しながら、Jリーグの公式戦に出場することを認められたサッカー選手のことである。
他スポーツのアーリーエントリーに一部酷似している。

## 概要
Jリーグの公式戦に出場できるのは、原則としてJリーグクラブの第1種チーム（トップチーム・サテライトチーム）に登録された選手に限られる。しかし例外として、同一クラブの第2種チームに登録されている選手であっても、所定の手続きを経て「第2種トップ可」としてJリーグに登録することで出場が可能となる。
なお、過去に原則としてトップチームへの登録は1チーム5人までとなっている、という記述が当ページでなされていたものの、2016年のJリーグ規定集にはJ1、J2及びJ3での第2種トップ可についての人数制限に関する記述は無い。
2種登録選手とは「選手の登録種別が第2種」という意味ではなく、あくまで「第2種チームに登録されている選手」という意味である。「第2種」という種別はチームに対してのみ存在し、選手に対して存在するものではない（日本サッカー協会の規定においては、選手の登録種別はアマチュアかアマチュア以外かの2種類しかない）。